# 高泰和
高泰和（？—1244年），又名高禾（高和）、高泰禾（高太禾）、高逾城和，是13世纪大理国抗元将领，点蒼山蓮花峰芒湧溪人氏，白族，大中國皇帝高升泰的后裔，大理国相国高泰祥之弟。
1244年，征蜀蒙古军派兵二十万出灵关攻打大理。大理皇帝段祥兴派在高泰和今丽江九禾一带迎战蒙古军展开激战。高禾等三千（一说九千）将士阵亡，蒙古方亦伤亡惨重。战役结束后，大理国派段连柘赴南宋通报，南宋派使者到大理九禾吊唁阵亡将士。大理国在九禾建佛塔——高禾塔，为战死沙场的将士超度。高禾塔残存塔砖有“追为高逾城和及殉国……”等文字。